# Цигарево
Цигарево или Цигарово (на гръцки: Άνυδρο, Анидро, катаревуса: Άνυδρον, Анидрон или Άνυδρος, Анидрос, до 1926 година Τσιγάρεβο/ν, Цигарево/н), на турски Чангар, е бивше село в Егейска Македония, Гърция, разположено на територията на дем Пеония в административна област Централна Македония.

## География
Селото е било разположено на 330 m надморска височина в югоизточните склонове на планината Паяк (Пайко) между селата Радомир (Асвестария) на юг и Рамна (Омало) на север.

## История

### В Османската империя
В XIX век Цигарево е чисто българско село в Ениджевардарска каза на Османската империя. На австро-унгарската военна карта е отбелязано като Чангар (Čangar), на картата на Йоргос Кондоянис е отбелязано като Цигаровон (Τσιγάροβον), християнско село. Според Николаос Схинас („Οδοιπορικαί σημειώσεις Μακεδονίας, Ηπείρου, Νέας οροθετικής γραμμής και Θεσσαλίας“) в средата на 80-те години на XIX век Цигаровон (Τσιγάροβον) е село с 35 християнски семейства.
Според статистиката на Васил Кънчов („Македония. Етнография и статистика“) в 1900 година в Цигарево живеят 200 българи християни. По данни на секретаря на екзархията Димитър Мишев („La Macédoine et sa Population Chrétienne“) в 1905 година Цигарево (Tzigarevo) има 120 българи екзархисти.
В 1910 година Халкиопулос пише, че в селото (Τσάγγαρ) има 35 екзархисти.

### В Гърция
По време на Балканската война в селото влизат гръцки части, а след Междусъюзническата Цигарево попада в Гърция. В 1912 година е регистрирано като селище с християнска и мюсюлманска религия и „македонски“ език. Преброяването в 1913 година показва Цигаревон или Цангар (Τσιγάρεβον, Τσάγκαρ) като село с 62 мъже и 55 жени.
Боривое Милоевич пише в 1921 година („Южна Македония“), че Цигарево има 15 къщи славяни християни.
В 1924 година българските му жители се изселват в България, а мюсюлманите - в Турция. В 20-те години в селото са заселени гърци бежанци от Мала Азия. В 1928 година в селото е чисто бежанско с 14 бежански семейства и 35 жители. В 1926 година името на селото е променено на Анидро. Според Тодор Симовски обаче в селото остават три местни семейства и в 1928 година от 55 жители 27 са местни и 28 гърци бежанци. Увеличаването на жителите на селото в 1940 година на 173 вероятно се дължи на заселване на жителите на напуснатото село Орманово.
През 1947 година по време на Гражданската война (1946 - 1949) селото е изоставено и жителите му се заселват в съседния град Енидже Вардар (Яница).
В 1990 година край църквата на Цигарево „Свети Георги“ е основан манастирът „Свети Георги и Света Богородица Утешение“.
| Година    | 1913 | 1920 | 1928 | 1940 | 1951 | 1961 | 1971 | 1981 | 1991 | 2001 | 2011 | 2021 |
| --------- | ---- | ---- | ---- | ---- | ---- | ---- | ---- | ---- | ---- | ---- | ---- | ---- |
| Население | 117  | 83   | 55   | 173  |      |      |      |      |      |      |      |      |

## Личности
Родени в Цигарево
- Атанас Стоянчев (1870 - след 1943), български революционер, куриер на ВМОРО,[14] изселил се в Несебър[15]
- Вангел Кяйски, български революционер, куриер на ВМОРО[14]